# Opinia studențească
Opinia studențească è una rivista settimanale per studenti rumena pubblicata a Iași, il cui primo numero è apparso il 20 aprile 1974.
La rivista è interamente realizzata da studenti della specializzazione in giornalismo e scienze della comunicazione presso la facoltà di lettere dell'Università "Alexandru Ioan Cuza" di Iași, ed è distribuita gratuitamente, ogni lunedì, in 5 000 copie, nelle università di Iași.
Il 22 agosto 2012, l'Amministrazione delle finanze pubbliche del Comune di Iași ha chiesto al Tribunale Iași di avviare la procedura generale di insolvenza contro la società Opinia studențească srl Iași che, dal 1999, pubblica la rivista "Opinia studențească", poiché registra i debiti totali nei confronti dei bilanci statali del valore di 307.384 lei.